# Elantxobe
Elantxobe (spanisch Elanchove) ist eine Gemeinde (Municipio) in der spanischen Provinz Bizkaia der Autonomen Gemeinschaft Baskenland in der Comarca Busturialdea. Elantxobe hat 349 Einwohner (Stand: 2024), die mehrheitlich baskischsprachig sind. Die Gemeinde besteht aus den Ortschaften Alarre, Lamera und Matxikale.

## Lage
Elantxobe liegt etwa 33 Kilometer nordöstlich von Bilbao in einer Höhe von ca. 80 m an der Küste zum Golf von Biskaya. 
Der Ort besitzt einen kleinen Hafen.

## Einwohnerentwicklung
| 1970 | 1981 | 1991 | 2001 | 2011 | 2021 |
| ---- | ---- | ---- | ---- | ---- | ---- |
| 759  | 578  | 550  | 457  | 423  | 344  |

## Sehenswürdigkeiten

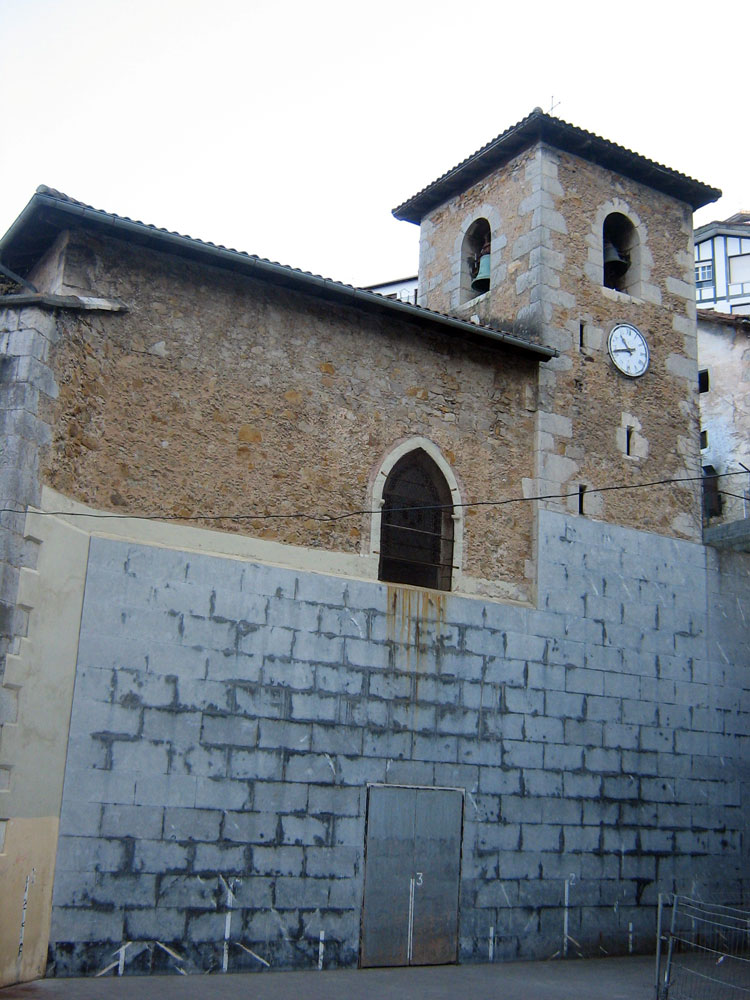
Nikolauskirche
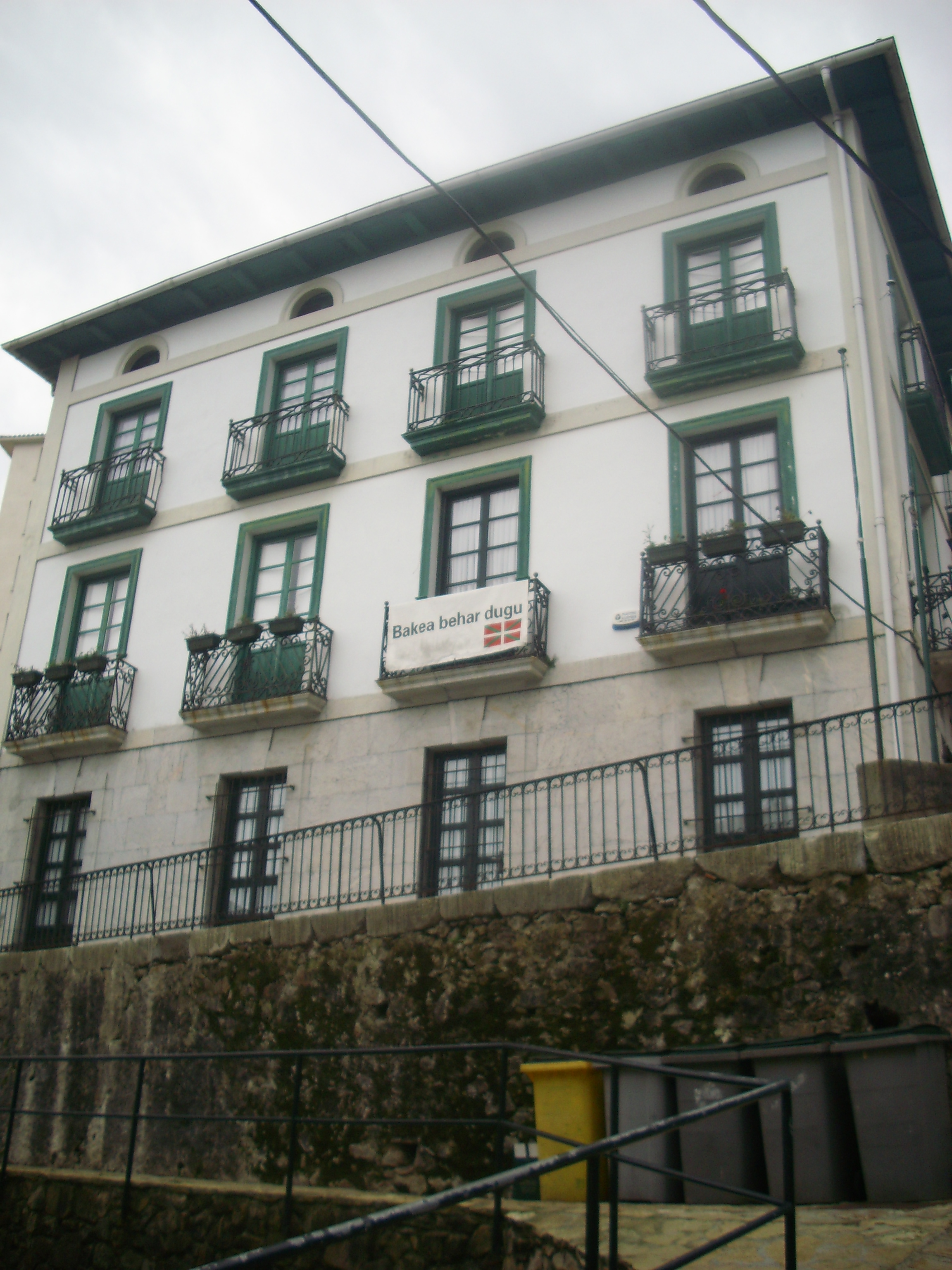
Rathaus
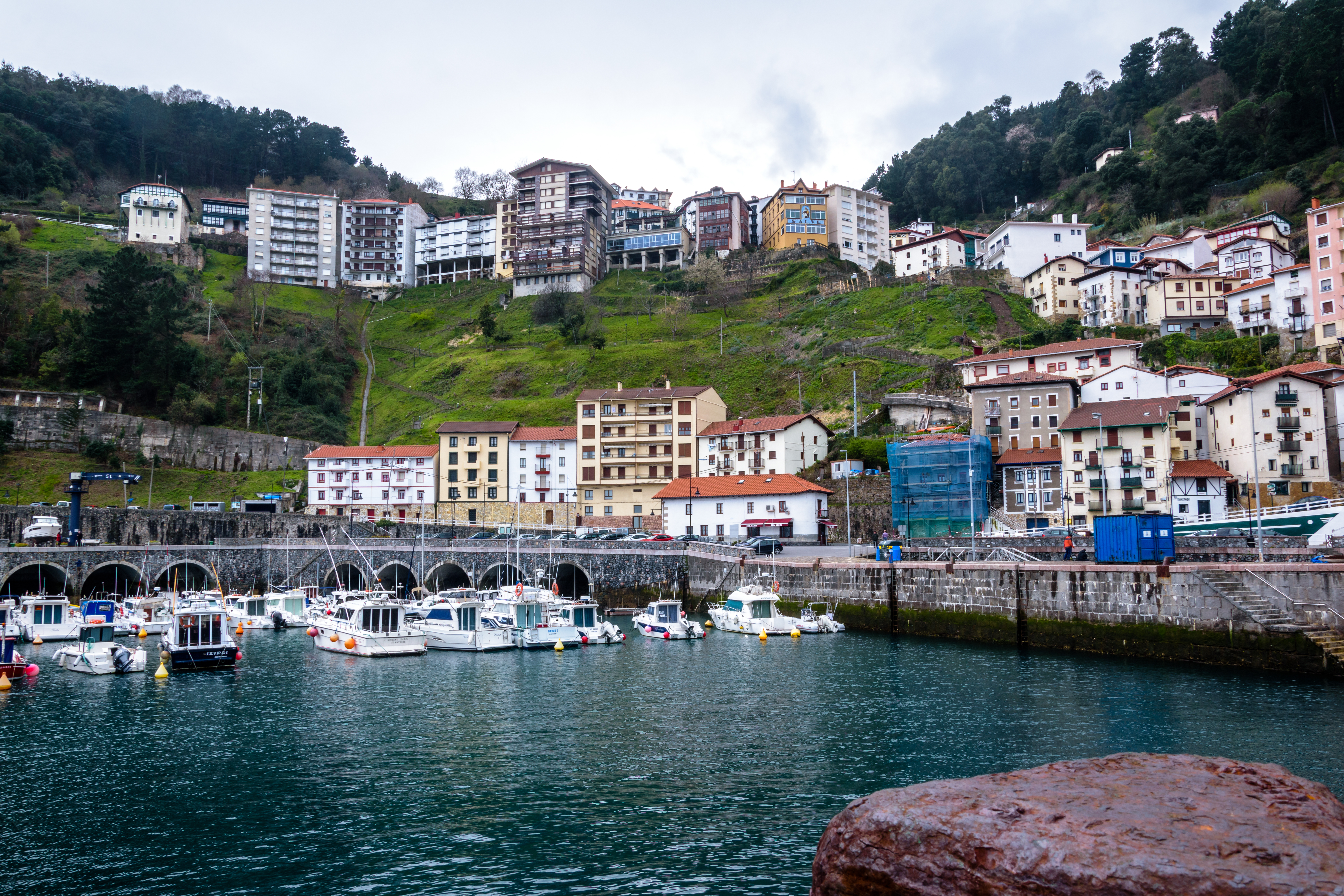
Hafen

- Nikolauskirche
- Rathaus
- Hafen

## Persönlichkeiten
- Imanol Berriatua (1914–1981), Franziskanermönch, Schriftsteller und Übersetzer